# Łapnie
Łapnie (ukr. Лапні) – wieś na Ukrainie w rejonie kowelskim obwodu wołyńskiego.
Znajduje tu się przystanek kolejowy Łapnie, położony na linii Kowel – Kamień Koszyrski.